# Platja dels Capellans (Tarragona)
La platja dels Capellans, popularment coneguda com a Cala Romana, és una petita platja del municipi de Tarragona (Tarragonès), situada enmig de l'espai natural Els Morrots, entre la platja Llarga al nord-est i la platja de la Savinosa al sud-oest. Té una longitud de 50 metres i una amplada mitjana de 60 metres, formada per sorra fina. Està situada a la N-340 km 1166-1167. S'hi pot accedir a peu, en cotxe i en transport públic. Hi ha aparcament. Ha rebut el guardó 'Platges Verges del litoral de Tarragona'. Disposa de servei de vigilància i socorrisme.